# Захаровская (Иркутская область)
Заха́ровская — заимка в Боханском районе Иркутской области России. Входит в состав Олонского муниципального образования.

## География
Заимка находится на расстоянии примерно 18 км к югу от посёлка Бохан, административного центра района.

## Население
| 2002 | 2010 | 2011 | 2012 |
| ---- | ---- | ---- | ---- |
| 144  | ↘132 | →132 | →132 |

### Половой состав
По данным Всероссийской переписи, в 2010 году на заимке проживали 132 человека (64 мужчины и 68 женщин).